# Bart McGhee
Bartholomew McGhee (Edinburgh, 1899. április 30. – Philadelphia, 1979. január 26.) egykori skót születésű amerikai válogatott labdarúgó.
Az amerikai válogatott tagjaként részt vett az 1930-as világbajnokságon.

## Sikerei, díjai
USA
- Világbajnoki bronzérmes (1): 1930

## Válogatott góljai
|   | Időpont          | Helyszín                                         | Ellenfél | Gólok | Eredmény | Kiírás                           |
| - | ---------------- | ------------------------------------------------ | -------- | ----- | -------- | -------------------------------- |
| 1 | 1930. július 13. | Estadio Gran Parque Central, Montevideo, Uruguay | Belgium  | 1–0   | 3–0      | 1930-as labdarúgó-világbajnokság |